# Pedro León Sánchez Gil
Pedro León Sánchez Gil (Mula, 1986) és un futbolista murcià que milita al Reial Múrcia CF. Juga a la posició de migcampista dret, destacant el seu regat i els seus llançaments a porteria tant en jugada com a pilota aturada. El seu germà Luis León Sánchez Gil, és ciclista professional.

## Trajectòria
La seua carrera futbolística es va iniciar al Muleño CF, on en quatre anys va passar de les categories inferiors del Muleño fins a la Segona Divisió al Real Múrcia. Dels cadets del Muleño va passar al Nueva Vanguardia d'Alcantarilla de la lliga nacional juvenil on amb tan sols 17 anys va debutar en el primer equip que militava en Preferent.
Els tècnics del Múrcia ja l'estaven seguint, i es rumoreja que el Reial Madrid també el seguia, però finalment es va quedar amb la proposta grana. José Antonio García Franco, secretari tècnic del Real Múrcia i coordinador de les bases, va tancar la contractació, aprofitant que el jugador acabava contracte amb el Nueva Vanguardia per a oferir-li jugar a l'equip murcià, a qui León va acceptar sense pensar-lo.
Gabi Correa, ex jugador i entrenador de juvenils del Múrcia, va ser el primer tècnic que va tenir Pedro León a l'equip grana i ja en la seua etapa juvenil va afirmar que era un jugador cridat a l'èxit, que desborda amb facilitat, controla bé el baló i tenia molta habilitat per a l'estratègia. També va admetre que no era molt ràpid i que va haver de corregir-li el seu excés d'individualisme en el camp.
El 15 de gener de 2005 ja va debutar en Segona Divisió, substituint en el minut 77 a Polido a Lleida sota la direcció de Mario Husillos. Aqueixa mateixa temporada, en la qual va jugar set partits (cap com a titular), es va guanyar a l'afició amb el seu gol davant el Ciutat de Múrcia, rival local. La temporada 2006/2007 és el seu primer any com integrant del primer equip del Real Múrcia. Va Començar marcant bons gols a baló parat i des de fora de l'àrea que van cridar l'atenció d'alguns clubs de primera divisió.
El 31 de gener de 2007 va ser cridat a la selecció espanyola sub-21 per part del seleccionador Iñaki Sáez per al partit amistós contra Anglaterra. Es va rumorejar que el llavors campió de la lliga anglesa, el Chelsea FC, i el Reial Madrid, estaven negociant pel seu fitxatge.
No obstant això eixe estiu acaba fitxant pel Llevant UE per 2,5 milions d'euros, després de rebutjar el club murcià una primera oferta d'1 milió, fent referència a la clàusula de 5 milions d'euros del jugador. La seua marxa no va ser ben vista pel seu club de procedència, des d'on les seues declaracions d'elogi cap al club valencià van ser preses com una ofensa al club amb el qual en aquell moment encara tenia contracte.
Entre els factors que van propiciar la seua marxa existeix cert misteri, encara que possiblement tinguera a veure el seu distanciament amb el tècnic Lucas Alcaraz i la seua suplència en el tram final de competició, de la qual cosa ja es va queixar en diversos mitjans durant els compromisos internacionals amb la selecció sub-21.
La temporada 2008-2009, el jugador abandona el club granota, que havia descendit a segona divisió i estava envoltat per una crisi social, per acabar al planter del Reial Valladolid on va jugar 36 partits esdevenint un dels millors jugadors de l'equip. A la temporada següent jugà al Getafe CF, on va cridar l'atenció dels principals clubs europeus.
El juliol de 2010 el jugador fitxa pel Reial Madrid, amb el qual signa un contracte per a sis temporades. Durant la temporada no gaudeix de moltes oportunitats amb el conjunt blanc, tot i marcar un gol poc abans del final al partit de Lliga de Campions contra l'AC Milan a San Siro, que significava l'empat. A finals de gener del 2011 es va especular sobre la seva sortida al Chelsea FC o al Manchester City FC, que no es va arribar a realitzar. Atès que el jugador murcià seguia sense gaires oportunitats amb l'equip blanc, al març l'Hèrcules CF va mostrar interès en la seva cessió per a substituir el lesionat Tote. Durant la pretemporada 2011-12, no va comptar per al tècnic Jose Mourinho, que ni el va convocar per a cap partit, sent cedit al Getafe CF el 31 d'agost.

## Palmarès

### Reial Madrid CF
- 1 Copa del Rei: 2010-11

## Estadístiques
Actualitzades a 25 d'abril de 2011.
| Club             | Temporada | Lliga   | Lliga | Lliga   | Copa    | Copa | Copa    | Europa  | Europa | Europa  | Total   | Total | Total   |
| Club             | Temporada | Partits | Gols  | Assist. | Partits | Gols | Assist. | Partits | Gols   | Assist. | Partits | Gols  | Assist. |
| ---------------- | --------- | ------- | ----- | ------- | ------- | ---- | ------- | ------- | ------ | ------- | ------- | ----- | ------- |
| Reial Múrcia CF  | 2004–05   | 7       | 1     | -       | -       | -    | -       | -       | -      | -       | 7       | 1     | -       |
| Reial Múrcia CF  | 2005–06   | 28      | 2     | -       | -       | -    | -       | -       | -      | -       | 28      | 2     | -       |
| Reial Múrcia CF  | 2006–07   | 31      | 7     | -       | -       | -    | -       | -       | -      | -       | 31      | 7     | -       |
| Reial Múrcia CF  | Total     | 66      | 10    | -       | -       | -    | -       | -       | -      | -       | 66      | 10    | -       |
| Llevant UE       | 2007–08   | 24      | 3     | 2       | -       | -    | -       | -       | -      | -       | 24      | 3     | 2       |
| Llevant UE       | Total     | 24      | 3     | 2       | -       | -    | -       | -       | -      | -       | 24      | 3     | 2       |
| Reial Valladolid | 2008–09   | 33      | 4     | 12      | 2       | 2    | 1       | -       | -      | -       | 35      | 6     | 13      |
| Reial Valladolid | Total     | 33      | 4     | 12      | 2       | 2    | 1       | -       | -      | -       | 35      | 6     | 13      |
| Getafe CF        | 2009–10   | 35      | 8     | 8       | 7       | 1    | -       | -       | -      | -       | 42      | 9     | 8       |
| Getafe CF        | Total     | 35      | 8     | 8       | 7       | 1    | -       | -       | -      | -       | 42      | 9     | 8       |
| Reial Madrid     | 2010–11   | 6       | 0     | 0       | 4       | 1    | 0       | 4       | 1      | 0       | 14      | 2     | 0       |
| Reial Madrid     | Total     | 6       | 0     | 0       | 4       | 1    | 0       | 4       | 1      | 0       | 14      | 2     | 0       |
| Carrera          |           | 164     | 25    | 22      | 13      | 4    | 1       | 4       | 1      | 0       | 181     | 30    | 23      |